# Grande Prêmio da Europa de 2011
Grande Prêmio da Europa de 2011 foi a 8ª prova da temporada de Fórmula 1 de 2011. Foi realizada no Circuito Urbano de Valência na cidade de Valência, na Espanha. Foi umas das raras ocasiões em que todos os carros terminaram a prova.

## Resultados

### Treino classificatório
| #                        | Nº | Piloto             | Equipe               | Q1       | Q2       | Q3       | Voltas |
| 1                        | 1  | Sebastian Vettel   | RBR-Renault          | 1:39.116 | 1:37.305 | 1:36.975 | 15     |
| 2                        | 2  | Mark Webber        | RBR-Renault          | 1:39.956 | 1:38.058 | 1:37.163 | 19     |
| 3                        | 3  | Lewis Hamilton     | McLaren-Mercedes     | 1:39.244 | 1:37.727 | 1:37.380 | 13     |
| 4                        | 5  | Fernando Alonso    | Ferrari              | 1:39.725 | 1:37.930 | 1:37.454 | 20     |
| 5                        | 6  | Felipe Massa       | Ferrari              | 1:38.413 | 1:38.566 | 1:37.535 | 20     |
| 6                        | 4  | Jenson Button      | McLaren-Mercedes     | 1:39.453 | 1:37.749 | 1:37.645 | 14     |
| 7                        | 8  | Nico Rosberg       | Mercedes             | 1:39.266 | 1:38.373 | 1:38.231 | 15     |
| 8                        | 7  | Michael Schumacher | Mercedes             | 1:39.198 | 1:38.365 | 1:38.240 | 18     |
| 9                        | 9  | Nick Heidfeld      | Renault              | 1:39.877 | 1:38.781 | s/ tempo | 17     |
| 10                       | 14 | Adrian Sutil       | Force India-Mercedes | 1:39.329 | 1:39.034 | s/ tempo | 14     |
| 11                       | 10 | Vitaly Petrov      | Renault              | 1:39.690 | 1:39.068 |          | 14     |
| 12                       | 15 | Paul di Resta      | Force India-Mercedes | 1:39.690 | 1:39.068 |          | 16     |
| 13                       | 11 | Rubens Barrichello | Williams-Cosworth    | 1:39.602 | 1:39.489 |          | 19     |
| 14                       | 16 | Kamui Kobayashi    | Sauber-Ferrari       | 1:40.131 | 1:39.525 |          | 17     |
| 15                       | 12 | Pastor Maldonado   | Williams-Cosworth    | 1:39.690 | 1:39.645 |          | 10     |
| 16                       | 17 | Sergio Perez       | Sauber-Ferrari       | 1:39.494 | 1:39.657 |          | 13     |
| 17                       | 18 | Sebastien Buemi    | STR-Ferrari          | 1:39.679 | 1:39.711 |          | 8      |
| 18                       | 19 | Jaime Alguersuari  | STR-Ferrari          | 1:40.232 |          |          | 5      |
| 19                       | 20 | Heikki Kovalainen  | Lotus-Renault        | 1:41.664 |          |          | 10     |
| 20                       | 21 | Jarno Trulli       | Lotus-Renault        | 1:42.234 |          |          | 9      |
| 21                       | 24 | Timo Glock         | Virgin-Cosworth      | 1:42.553 |          |          | 9      |
| 22                       | 23 | Vitantonio Liuzzi  | Hispania-Cosworth    | 1:43.584 |          |          | 10     |
| 23                       | 25 | Jerome d'Ambrosio  | Virgin-Cosworth      | 1:43.735 |          |          | 6      |
| 24                       | 22 | Narain Karthikeyan | Hispania-Cosworth    | 1:44.363 |          |          | 9      |
| Tempo dos 107%: 1:46.054 |    |                    |                      |          |          |          |        |

### Corrida
| #  | Nº | Piloto             | Equipe               | Voltas | Tempo       | Grid | Pontos |
| 1  | 1  | Sebastian Vettel   | RBR-Renault          | 57     | 1:39:36.169 | 1    | 25     |
| 2  | 5  | Fernando Alonso    | Ferrari              | 57     | + 10.8 s    | 4    | 18     |
| 3  | 2  | Mark Webber        | RBR-Renault          | 57     | +27.2 s     | 2    | 15     |
| 4  | 3  | Lewis Hamilton     | McLaren-Mercedes     | 57     | +46.1 s     | 3    | 12     |
| 5  | 6  | Felipe Massa       | Ferrari              | 57     | +51.7 s     | 5    | 10     |
| 6  | 4  | Jenson Button      | McLaren-Mercedes     | 57     | +60.0 s     | 6    | 8      |
| 7  | 8  | Nico Rosberg       | Mercedes             | 57     | +98.0 s     | 7    | 6      |
| 8  | 19 | Jaime Alguersuari  | STR-Ferrari          | 56     | +1 volta    | 18   | 4      |
| 9  | 14 | Adrian Sutil       | Force India-Mercedes | 56     | +1 volta    | 10   | 2      |
| 10 | 9  | Nick Heidfeld      | Renault              | 56     | +1 volta    | 9    | 1      |
| 11 | 17 | Sergio Perez       | Sauber-Ferrari       | 56     | +1 volta    | 16   |        |
| 12 | 11 | Rubens Barrichello | Williams-Cosworth    | 56     | +1 volta    | 13   |        |
| 13 | 18 | Sebastien Buemi    | STR-Ferrari          | 56     | +1 volta    | 17   |        |
| 14 | 15 | Paul di Resta      | Force India-Mercedes | 56     | +1 volta    | 12   |        |
| 15 | 10 | Vitaly Petrov      | Renault              | 56     | +1 volta    | 11   |        |
| 16 | 16 | Kamui Kobayashi    | Sauber-Ferrari       | 56     | +1 volta    | 14   |        |
| 17 | 7  | Michael Schumacher | Mercedes             | 56     | +1 volta    | 8    |        |
| 18 | 12 | Pastor Maldonado   | Williams-Cosworth    | 56     | +1 volta    | 15   |        |
| 19 | 20 | Heikki Kovalainen  | Lotus-Renault        | 55     | +2 voltas   | 19   |        |
| 20 | 21 | Jarno Trulli       | Lotus-Renault        | 55     | +2 voltas   | 20   |        |
| 21 | 24 | Timo Glock         | Virgin-Cosworth      | 55     | +2 voltas   | 21   |        |
| 22 | 25 | Jerome d'Ambrosio  | Virgin-Cosworth      | 55     | +2 voltas   | 23   |        |
| 23 | 23 | Vitantonio Liuzzi  | HRT-Cosworth         | 54     | +3 voltas   | 22   |        |
| 24 | 22 | Narain Karthikeyan | HRT-Cosworth         | 54     | +3 voltas   | 24   |        |

Notas:
- 1ª vez na temporada que um piloto faz pole, melhor volta e vitória no mesmo GP.
- Último GP do indiano Narain Karthikeyan pela HRT, ele será substituído pelo australiano Daniel Ricciardo nos GP's seguintes. Ele retornará pela HRT no GP da India pelo patrocínio indiano.
- Dos 24 inscritos, todos terminaram a prova

## Tabela do campeonato após a corrida
Observe que somente as cinco primeiras posições estão incluídas na tabela.
| Pos | Var     | Piloto           | Pontos |
| --- | ------- | ---------------- | ------ |
| 1   | Estável | Sebastian Vettel | 186    |
| 2   | Estável | Jenson Button    | 109    |
| 3   | Estável | Mark Webber      | 109    |
| 4   | Estável | Lewis Hamilton   | 97     |
| 5   | Estável | Fernando Alonso  | 87     |

| Pos | Var     | Construtor       | Pontos |
| --- | ------- | ---------------- | ------ |
| 1   | Estável | Red Bull-Renault | 295    |
| 2   | Estável | McLaren-Mercedes | 206    |
| 3   | Estável | Ferrari          | 129    |
| 4   | Estável | Renault          | 61     |
| 5   | Estável | Mercedes         | 58     |